# Marcel·lí Domingo i Sanjuan
Marcel·lí Domingo i Sanjuán (Tarragona, 25 d'abril de 1884 - Tolosa, 2 de març de 1939) fou un polític i escriptor català.

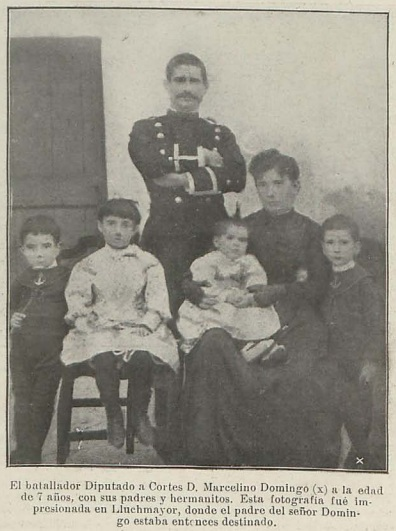
Fotografia presa a Llucmajor de Marcel·li Domingo (dreta de la fotografia) amb 7 anys amb els seus pares i germans.

## Biografia
Era fill d'un guàrdia civil andalús, estudià magisteri i el 1903 es traslladà a Tortosa, on va exercir de mestre i com a periodista polític en defensa del republicanisme federalista i de la justícia social. El seu ideari incidí especialment en els treballadors del camp i també a Tortosa. El 1911 fou un dels dirigents de la Unió Federal Nacionalista Republicana (UFNR), amb la qual el 1914 fou elegit diputat a les corts. El 1915 creà el Bloc Republicà Autonomista (BRA) amb Francesc Layret per a aplegar republicanisme i les reivindicacions obreres, i el seu diari, La Lucha (1916 – 1919), des d'on llançà dures campanyes de crítica al govern per la guerra del Marroc raó per la qual fou empresonat. També col·laborà en La Barricada, afí al BRA. El 1917 fou un dels dirigents del Partit Republicà Català sorgit de la fusió del BRA i la Joventut Republicana de Lleida, amb Francesc Layret, Gabriel Alomar i Alfred Perenya.
Tingué un paper destacat a l'Assemblea de Parlamentaris de 1917 i participà activament en els preparatius de la vaga revolucionària de l'agost, raó per la qual fou detingut i confinat al vaixell "Reina Regente". També participà activament en la campanya a favor de l'autonomia de Catalunya l'octubre del 1918 i presentà una proposta de llei a Madrid i a l'assemblea de la Mancomunitat de Catalunya perquè aquesta fos transformada en assemblea constituent per a redactar l'Estatut d'Autonomia de Catalunya. Durant la Dictadura de Miguel Primo de Rivera conspirà per a proclamar la República, però fou detingut i processat el 1930. Marxà a l'exili i fou un dels inspiradors del pacte de Sant Sebastià i, després de la insurrecció de Jaca, s'establí a Portugal, i després a França.
En proclamar-se la Segona República Espanyola va tornar i fou nomenat ministre d'instrucció pública del govern provisional d'Espanya l'abril del 1931. També dirigí la delegació que amb Manuel Azaña i Lluís Nicolau d'Olwer convencé Francesc Macià de desconvocar la República Catalana a canvi de l'aprovació de l'estatut d'autonomia. Tot i que participà en l'acte de constitució d'ERC, va preferir la militància al Partit Republicà Radical Socialista sent els seus seguidors especialment bel·ligerants amb el catalanisme.
Del 1931 al 1936 va ser diputat a les corts per Tarragona. Endemés de ministre d'educació, també ho fou d'agricultura, indústria i comerç. Va promoure la construcció de nombroses escoles i decretà l'educació conjunta d'ambdós sexes, alhora que intentà impulsar la reforma agrària. El 1934 fou un dels fundadors d'Izquierda Republicana, que a Catalunya es va presentar com a Partit Republicà d'Esquerra. El 1936 el seu partit formà part de la coalició Front d'Esquerres i fou elegit diputat (a Tortosa hi tenia una de les seves places fortes electorals). Fou nomenat novament ministre d'educació, però l'esclat de la guerra civil espanyola va dificultar la seva tasca. Poc abans d'acabar la guerra va marxar com molts altres dirigents a França on va morir, al poc, a l'Hotel Terminus de Tolosa el 2 de març de 1939.
Fou el germà del biòleg Pere Domingo i Sanjuán.

## Arxius
L'octubre de 2004 l'Ajuntament de Tortosa adquiria per 31.200 Euros a un antiquari de Barcelona un fons de 140 documents del polític (16 quaderns de 1911-1917 amb anotacions relatives a la seva tasca docent, 58 dietaris personals del període 1920-1939, fotografies de família, etc.). Aquest fons dipositat a l'Arxiu Comarcal del Baix Ebre s'afegeix a la col·lecció de cartes de l'arxiu del Parlament de Catalunya (Barcelona). I encara l'any 2011 Federico Mayor Zaragoza feia donació a l'Ajuntament de Tortosa d'un fons documental de la seua propietat que inclou correspondència, fotografies, credencials de diputat a Corts d'eleccions datades entre 1914 i 1936, articles d'opinió i llibres escrits per M. Domingo.
Així mateix l'Arxiu Nacional de Catalunya conserva diverses fotografies de l'homenatge que M. Domingo va rebre a Tortosa el novembre de 1931 (fons fotogràfic de Josep Maria Sagarra i Plana).

## Síntesi de càrrecs polítics
El 1909 fou escollit regidor de l'Ajuntament de Tortosa. Fou elegit diputat a Corts pel districte uninominal de Tortosa en diverses ocasions: eleccions de març de 1914, eleccions de juny de 1916, eleccions de febrer de 1918 (també fou escollit per Barcelona però en virtud del sorteig de 25-05-1918 li correspongué seguir representant a Tortosa), eleccions de juny de 1919 i en les eleccions d'abril de 1923. Superada la dictadura de Primo de Rivera obtingué acta per la província de Tarragona en les eleccions de 28 de juny de 1931 i en les del 16 de febrer de 1936. En les eleccions de novembre de 1933 es va presentar amb Azaña per Bilbao sense èxit.
Ministre d'Instrucció Pública i Belles Arts 15/04/1931 (Gaceta de Madrid de 16/04/1931) a 16/12/1931 (Gaceta de Madrid de 17/12/1931); Ministre d'Agricultura, Indústria i Comerç 16/12/1931 (Gaceta de Madrid de 17/12/1931) a 12/06/1933 (Gaceta de Madrid de 13/06/1933); Ministre d'Agricultura 12/06/1933 (Gaceta de Madrid de 13/06/1933) a 12/09/1933 (Gaceta de Madrid de 13/09/1933); Ministre d'Instrucció Pública i Belles Arts 19/02/1936 (Gaceta de Madrid de 20/02/1936) a 10/05/1936 (Gaceta de Madrid de 11/05/1936); Ministre d'Instrucció Pública i Belles Arts 10/05/1936 (Gaceta de Madrid de 11/05/1936) a 13/05/1936 (Gaceta de Madrid de 13/05/1936); Ministre d'Instrucció Pública i Belles Arts 19/07/1936 (Gaceta de Madrid de 19/07/1936) a 19/07/1936 (Gaceta de Madrid de 20/07/1936).

## Obres
- En la calle y en la cárcel (1921)
- La isla encadenada (1923)
- El burgo podrido (1924)
- Autocracia y democracia (1926)
- En a calle y en la cárcel (1927)
- On va Catalunya? (1927)
- Libertad y autoridad (1928)
- Una dictadura en la Europa del siglo XX (1929)
- ¿Qué es España? (1929)
- ¿A dónde va España? (1930)
- ¿Qué espera el rey? (1930)
- La escuela en la República (1932)
- La experiencia del poder (1934)
- La Revolución de Octubre (1935)
- Homenaje a D. Marcelino Domingo Primer ministro de Instrucción Pública de la República Española (1936) Recull de discursos